# 午后曳航
《午后曳航》 (日语：午後の曳航) 是三岛由纪夫写的一本长篇小说，于1963年出版。在1965年由John Nathan翻译成英文。它由“夏天”和“冬天”两部分组成。